# هيو ميلر (لاعب هوكي الجليد)
هيو ميلر هو لاعب هوكي الجليد كندي، ولد في 3 أبريل 1921، وتوفي في 2 مارس 1975.

## وصلات خارجية
- هيو ميلر على موقع دوري الهوكي الوطني (الإنجليزية)
- هيو ميلر على موقع EliteProspects.com (الإنجليزية)
- هيو ميلر على موقع HockeyDB.com (الإنجليزية)
- هيو ميلر على موقع Hockey-Reference.com (الإنجليزية)